# Lackland Air Force Base
Lackland AFB is een United States Air Force vliegbasis en een plaats (census-designated place) in de Amerikaanse staat Texas, en valt bestuurlijk gezien onder Bexar County.
Lackland Air Force Base wordt beheerd door de 802d Mission Support Group, een onderdeel van het Air Education and Training Command (AETC) en vormt een enclave van de stad San Antonio. Het is de enige site voor de USAF en de United States Space Force waar hun militairen de Basic Military Training (BMT) kunnen volgen.
Lackland AFB maakt sinds de fusie van 1 oktober 2010 deel uit van de Joint Base San Antonio (JBSA), een samensmelting van Fort Sam Houston, Randolph Air Force Base en Lackland Air Force Base. De JBSA is opgericht in overeenstemming met de wetgeving van het Congres ter uitvoering van de aanbevelingen van de Base Realignment and Closure Commission van 2005. De wetgeving beval de consolidatie van de drie faciliteiten die aangrenzende, maar afzonderlijke militaire installaties waren, tot één gezamenlijke basis - een van de 12 gezamenlijke bases die als gevolg van de wet in de Verenigde Staten werden gevormd.
Lackland AFB herbergt een verzameling vintage militaire vliegtuigen die statisch worden tentoongesteld op het paradeterrein als onderdeel van het USAF Airman Heritage Museum, waaronder een Boeing B-52 Stratofortress, McDonnell Douglas F-4 Phantom II, Lockheed SR-71 Blackbird, B-29 Superfortress, C-121 Constellation, Boeing B-17 Flying Fortress en een B-25 Mitchell.

## Demografie
Bij de volkstelling in 2000 werd het aantal inwoners vastgesteld op 7123.

## Geografie
Volgens het United States Census Bureau beslaat de plaats een oppervlakte van
11,1 km², geheel bestaande uit land.

## Plaatsen in de nabije omgeving
De onderstaande figuur toont nabijgelegen plaatsen in een straal van 20 km rond Lackland AFB.